# 王瑈
淳化侯王瑈（순화후 왕유，？—1360年），是高麗王朝宗室，也是第三十四任君主恭讓王王瑤的祖父。

## 生平
王瑈的父母分別是益陽侯王玢和朴氏，有弟弟寶城君王熙和益興君王璉，受封為淳化侯（韓語：순화후），早年事蹟失載。
王瑈娶申氏生下定原府院君王鈞、鶴城府院君王珦、益原府院君王玿和平安府院君王鉦四人，到恭愍王九年（1360年）五月去世。後來孫子王瑤繼位為恭讓王後，在恭讓王二年（1390年）追封祖父為馬韓國公，諡號仁惠，全稱馬韓國仁惠公（마한국 안헤공）。